# Aleix I Comnè
|  | Per a altres significats, vegeu «Aleix I Comnè (desambiguació)». |

Aleix I Comnè (grec medieval: Ἀλέξιος Κομνηνός, Aléxios Komninós; nascut cap al 1057 i mort el 15 d'agost del 1118) fou emperador romà d'Orient entre el 1081 i el 1118. La dinastia dels Comnens, fundada pel seu oncle Isaac I Comnè (r. 1057-1059), assumí plenament el poder durant el seu regnat.
En el moment del seu ascens al tron, l'Imperi Romà d'Orient sortia d'un període de guerres civils que havien deixat les robustes estructures imperials de l'era macedònia a la ruïna. Devastat per guerres constants amb els turcs seljúcides a Anatòlia i els normands a l'oest dels Balcans, entre altres amenaces, l'imperi semblava a punt d'ensorrar-se. Tanmateix, Aleix fou capaç de frenar i fins i tot i invertir parcialment aquest declivi. La primera part del seu regnat fou marcada per la guerra, primer contra els normands i seguidament contra els petxenegs i els turcs. Una vegada assegurades les fronteres, aprofità el pas de la Primera Croada pel seu territori per reconquerir part d'Anatòlia, tot i que les seves relacions amb els croats no sempre foren cordials. En paral·lel amb la seva activitat militar, emprengué les reformes que servirien de base per a la recuperació militar, econòmica i territorial de l'imperi sota la dinastia dels Comnens i situaren la família imperial al centre del poder. Fou un participant actiu en els afers religiosos del seu temps.
Culminà una de les obres de restauració i reforma més notables de la història de l'Imperi Romà d'Orient. Tanmateix, la major part d'Anatòlia romangué en mans dels turcs. A més a més, l'economia de l'imperi començà a acusar la competència de les repúbliques marítimes italianes i el renaixement cultural incipient perdé vigor. Finalment, les noves bases de l'autoritat imperial, que ara reposava sobre els vincles familiars, acabaren donant mostres de fragilitat a llarg termini.

## Infància i joventut
Aleix, nascut cap al 1057, era el tercer fill mascle de Joan Comnè i Anna Dalassena i, per tant, nebot de l'emperador Isaac I Comnè (r. 1057-1059). El seu pare havia rebutjat la corona després de l'abdicació d'Isaac, que havia estat succeït per quatre emperadors d'altres famílies entre el 1059 i el 1081. Els Comnens desaparegueren de la primera línia política durant el regnat de Constantí X Ducas (r. 1059-1067), però Anna teixí una xarxa d'aliances matrimonials per vincular-los a les grans nissagues de l'imperi i així reforçar la seva influència. Gràcies als esforços de la seva mare, Aleix adquirí de ben jove una gran familiaritat amb els principals clans aristocràtics. El 1076 contragué matrimoni amb una dama longuibarda que, tanmateix, morí sense descendència un any més tard.

## Militar al servei dels emperadors

L'Imperi Romà d'Orient el 1076

Va néixer vers el 1048 i era fill de Joan Comnè i nebot d'Isaac I Comnè. Va rebre una acurada educació sota vigilància de la seva mare Anna Dalassena. El pare d'Aleix va renunciar al tron quan Isaac I va abdicar, llavors es van succeir quatre emperadors d'altres famílies fins que el regent Romà IV Diògenes va confiar en la seva preparació militar i el va escollir perquè l'acompanyés a la guerra contra els seljúcides d'Alp Arslan.
El nou emperador, Miquel VII Ducas, va enviar Aleix, juntament amb son germà gran Isaac, a lluitar contra els rebels de l'Àsia Menor, encàrrec que va complir força bé. Després va donar suport militar a l'emperador davant la revolta de Nicèfor Botaniates, però quan aquest ja estava a punt de guanyar es va posar al seu costat, i poc després Nicèfor fou proclamat emperador (1078). Contra aquest emperador es va alçar Nicèfor Brienni a l'Epir, i alguns altres, però a tots els va derrotar Aleix i Nicèfor III li va concedir el títol de sebast.

## Ascens al tron
En aquell moment era el general més poderós de l'imperi, però pel seu prestigi era considerat perillós per a l'emperador, que el va cridar a Constantinoble i va intentar fer-lo desaparèixer de la política però Aleix va saber fer front a l'intent amb astúcia; finalment l'emperador va ordenar cegar-lo. Aleix, assabentat per l'emperadriu Maria, la qual estava decebuda de les promeses del seu marit Nicèfor i l'havia adoptat, es va escapar cap al campament de l'exèrcit del Danubi on les tropes el van proclamar emperador. Va rebre el suport del seu germà gran Isaac Comnè i junts van marxar contra la capital a la qual van entrar per un estratagema planificat per la seva mare Anna Dalassena que, tancada a l'església de Santa Sofia, va forçar Nicèfor a no atacar Aleix. Aquest i el seu germà Isaac van deposar l'emperador Nicèfor, i va ser proclamat al seu lloc (1081). Aleix donà a Isaac el títol de sebastocràtor.
En aquella època es rumorejava que Aleix (que era vidu) i l'emperadriu Maria eren amants o es casarien, ja que encara que ella l'havia adoptat, només era cinc anys més gran que ell, era molt bella i ell li havia permès quedar-se al palau després d'haver deposat a Nicèfor. Aleix però, es va casar amb Irene Ducena, neta del poderós Joan Ducas. En un intent de consolar Maria, quan va néixer la seva filla Anna Comnena el 1083 la va prometre al fill de Maria, Constantí, al qual va nomenar successor i coemperador.

## Lluites contra els invasors
Mentrestant, els turcs s'havien apoderat de quasi tota l'Àsia Menor per mitjà de Sulayman ibn Kutalmish, cosí de Malik-Shah I (fill d'Alp-Arslan) encara que rival d'aquest; els búlgars amenaçaven Tràcia i el normand Robert Guiscard havia creuat la mar Adriàtica i assetjava Dirràquion. Aleix va actuar enèrgicament, va fer la pau amb els seljúcides, es va aliar amb Venècia i amb l'emperador Enric IV, i va vendre l'or de les esglésies per pagar als soldats. La lluita contra els normands fou sagnant, però la fam, les malalties i el perill que suposava Enric IV van obligar els normands a sortir de l'Epir el 1084.
L'any 1087 Aleix va tenir un fill, Joan, amb la seva esposa i va trencar el compromís entre la seva filla Anna i Constantí, i l'antiga emperadriu Maria fou obligada a ingressar en un convent.

## Primera Croada
Els seljúcides van trencar la pau i van assetjar Constantinoble amb una flota construïda per presoners grecs. Ja el 1090 Aleix va iniciar un acostament amb el papat amb la intenció d'obtenir suport contra els seljúcides. En arribar aquest punt el papa Urbà II, al concili de Piacenza va demanar l'auxili dels sobirans europeus. Fou llavors quan es va proclamar la Primera Croada i els primers croats van arribar a Constantinoble el 1096 sota direcció de Pere l'Ermità, però eren més una banda d'esparracats que un exèrcit, i Aleix els va enviar a Àsia Menor on foren massacrats pels seljúcides.
Poc després va arribar el gros de l'exèrcit croat dirigit per Jofré de Bouillon (1097). Aleix que esperava uns quants mercenaris es va trobar amb el problema de donar acollida a una gran multitud de guerrers. Llavors va negociar amb els croats i va acordar que les províncies que foren conquerides a l'Àsia serien pels croats en feu de l'imperi i les que havien estat conquerides darrerament pels turcs serien retornades a l'imperi. Aleix assistiria als croats amb el seu exèrcit (cosa que, si és que tenia intenció de fer, no va poder a causa de l'estat dels afers interns). Finalment només un cos escollit però reduït de romans d'Orient va acompanyar els croats. Aquests van recuperar Nicea, Quios, Rodes, Esmirna, Efes, Sardes, i la resta de l'Àsia Menor occidental. Tars i Malmistra foren també retornats a l'imperi i els prínceps d'Antioquia es van reconèixer vassalls de l'emperador.

## Persecució d'heretges
En els següents anys, amb les fronteres tranquil·les, Aleix es va ocupar d'afers religiosos. Durant els darrers vint anys va perdre popularitat, es va marcar com a objectiu perseguir els cristians heretges, els paulicians i els bogomils. Un els seus darrers actes va ser ordenar que cremessin en públic Basili, un dirigent dels bogomils amb qui havia mantingut una disputa teològica.

## Mort i successió
Va morir el 1118 als 70 anys i li va succeir el seu fill Joan II Comnè (Kalo-Joannes). Però va estar dubtós fins a l'últim moment perquè, encara que l'havia nomenat successor el 1092, la seva esposa Irene desitjava que canviés d'idea a favor d'Anna i el seu marit Nicèfor Brienni el jove.
Aleix va escriure una obra titulada Λογαρικὴ (Logarikí); també se'n conserven alguns edictes. La seva vida fou narrada per la seva filla Anna Comnena en la seva Alexíada, que és la principal font documental per l'estudi del seu regnat.

## Els conspiradors
Aleix va ser l'emperador que va tenir més conspiradors contraris a ell i va haver d'afrontar més rebel·lions independentistes, que van ser els següents:
Abans de la croada
- Rector, un monjo romà d'Orient que deia ser l'emperador Miquel VII. Es va presentar davant Robert Guiscard, el qual el va utilitzar de pretext per envair l'Imperi Romà d'Orient.[20]
- Una conspiració el 1084 que va implicar diversos senadors i oficials de l'exèrcit. Va ser descoberta perquè hi havia tanta gent implicada que el secret es va fer difícil de mantenir. Per tal d'amagar l'autèntica importància del fet, Aleix només va castigar els conspiradors més poderosos confiscant-ne les terres.[20]
- Çaka Bey, un emir seljúcida que va assumir el títol d'emperador el 1092.[21]
- Constantí Umbertopul, que havia donat suport a Aleix quan el 1081 va pujar el tron, el 1091 va conspirar juntament amb un armeni anomenat Ariebes.[21]
- Joan Comnè, un nebot seu que era governador de Dirràquion, acusat de conspiració per Teofilacte d'Ocrida.[21]
- Teodor Gabres, un governador quasi-independent de Trebisonda juntament amb el seu fill Gregori.[21]
- Miquel Taronita, el seu cunyat.[21]
- Nicèfor Diògenes, el fill de l'emperador Romà IV Diògenes.[21]
- El pseudo-Diògenes, un impostor que es va fer passar per un altre fill de Romà IV, Lleó Diògenes.[22]
- Karykes, l'instigador d'una revolta a Creta.[21]
- Rhapsomates, qui va provar de crear un regne independent a Xipre.[21]

Després de la croada
- Salomó, un senador ric qui el 1106 va conspirar juntament amb quatre germans de la família Anemas.[23]
- Gregori Taronita, un altre governador de Trebisonda.[23]
- Un príncep bord búlgar anomenat Aron va conspirar el 1107 per assassinar Aleix quan l'emperador estava acampat a prop de Tessalònica. La presència de l'emperadriu Irene i el seu seguici va fer que el complot no es pogués executat com havien calculat. Llavors els conspiradors van escampar pamflets fent burla d'Irene, per veure si així se n'anava i els deixava el camí lliure, però es va decidir investigar d'on havien sortit aquelles notes anònimes i així va fracassar la temptativa. Aron només va ser obligat a tornar a Bulgària.[24]